# 上密院
上密院，藏語称居堆扎倉（藏語：རྒྱུད་སྟོད་གྲྭ་ཚང།，威利转写：rgyud stod grwa tshang，THL：Gyü-tö Dra-tsang），位于西藏自治区拉萨市内的小昭寺旁边，为上部地区的密教传承之所，属藏传佛教格鲁派密院最高学府之一。

## 历史
上密院始建于1485年（藏历第八绕迥之木索年）。此年，由于拉萨河上游发生洪水，危及拉萨，后来密宗法师杰·贡嘎顿珠到吉曲河边念经祈祷，次日洪水便下降，使拉萨躲过了水灾。当时，帕竹王朝（创建者为大司徒·绛曲坚赞）的萨温·达隆巴为奖赏杰·贡嘎顿珠的治水之功，乃向其颁发封文执照，并且将小昭寺封赐其作修行之所。因杰·贡嘎顿珠原在拉萨河上游的卫堆穷木达的塞哇垄山洞中（今位于墨竹工卡县境内）修习密教，获赐小昭寺之后，便以小昭寺为弘传密法的基地，故更名为“上密院”。
杰·贡嘎顿珠生于1419年（藏历第七绕迥之土猪年），家在后藏乃宁地方。自幼赴纳塘寺随杰·贡巴顿珠出家受沙弥戒，学习《释量论》（即逻辑学），并且游学至拉萨的哲蚌根培林（即哲蚌寺后山的“根培日措”）听杰·喜饶僧格（宗喀巴的密宗继承者）、堪钦白洛讲经，后来到下密院习修密法。1464年，杰·贡嘎顿珠因同下密院不和，乃率六名弟子赴卫堆穷木达的塞哇垄山洞静修密宗教法，并开始弘传密教。1485年制止了拉萨水灾。1487年2月圆寂，享年68岁。杰·贡嘎顿珠生前曾嘱：“我死后将我的心脏和舌头为新造佛像装藏，脑袋骨作为供器。”后来，其众弟子遵照该嘱，将其心脏和舌头装藏入一尊新制做的金佛像的腹中，该佛像一直供奉在上密院；其脑袋骨则作为供水碗，置于直贡拉孜衮萨寺中。
上密院僧额规定为500人，编为5个康村。上密院设堪布1名，掌管上密院的政教事条，处理上密院内外一切大事；喇嘛翁则1名，专门管理宗教活动，领导上密院僧人修习密法；格贵1名，掌管教规、寺规的执行；强佐6名，分管上密院所属的庄园及僧众的生活供应。除了强佐之外，堪布、翁则、格贵均须由从拉萨三大寺取得“拉让巴格西”学位的学者出任，其任免须经达赖或摄政审批。
上密院在“文化大革命”中遭到严重破坏，中共十一届三中全会以后获人民政府拨款修复。2000年代，上密院有僧人60多名，修习密宗教法。

## 建筑
上密院位于拉萨小昭寺旁边，占地面积约2万平方米，其范围包括小昭寺前左、右两侧的两层楼房，以及东侧由拉萨二中占用的习经场。

## 印度上密院

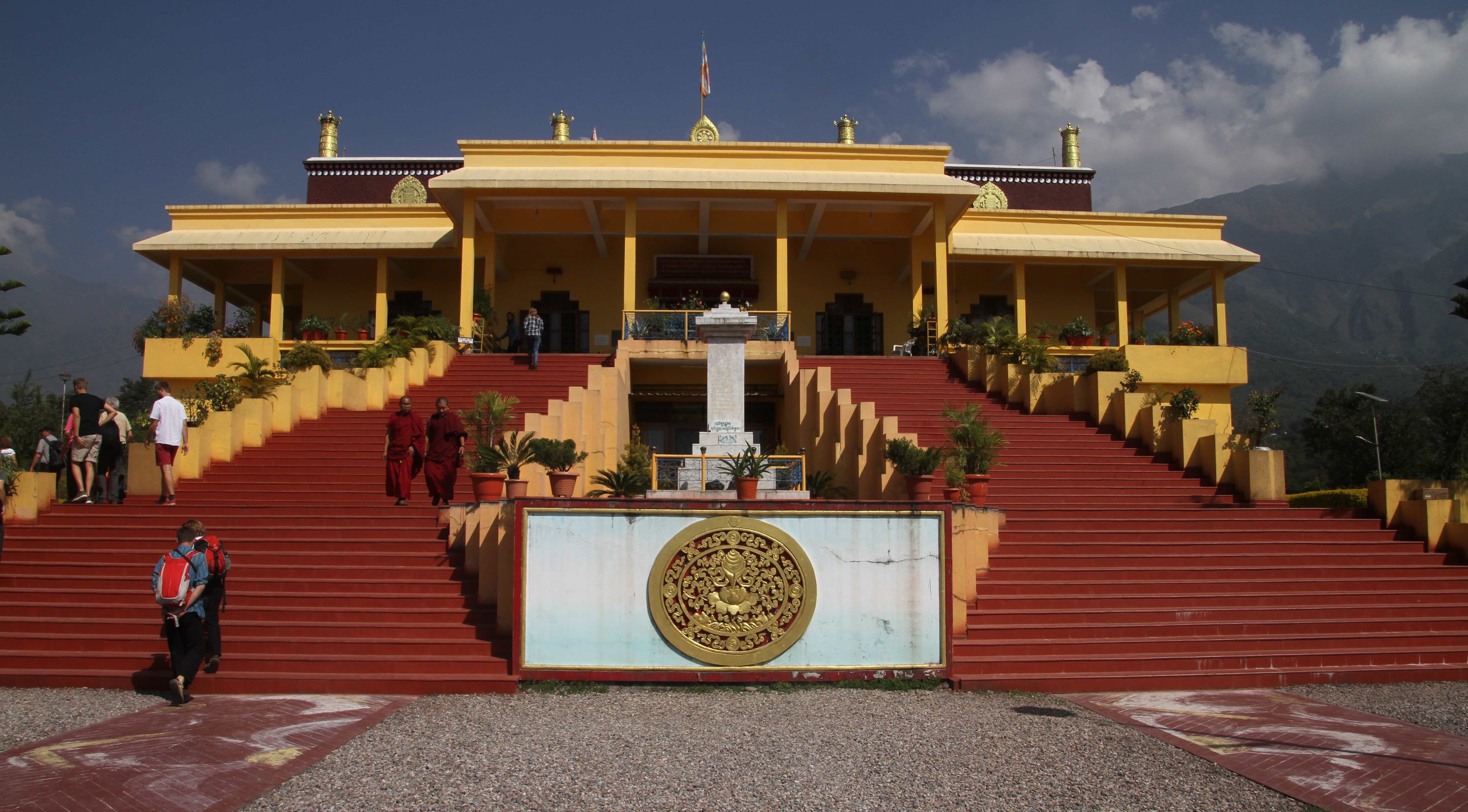
達蘭薩拉上密院

1959年達賴喇嘛流亡印度後，上密院於1961年在達爾豪斯重建，後遷移至邦迪拉，1989年又遷移至達蘭薩拉。

## 延伸阅读
- 杨辉麟 编著，西藏佛教寺庙，成都：四川人民出版社，2003年
- The Temples of Lhasa——Tibetan Buddhist Architecture from the 7th to the 21st Centuries，by Alexander Andre (2005),Serindia Publications, Singapore